# Diva (Dana International)
Diva is een nummer uit 1998 dat wordt gezongen door de Israëlische zangeres zangeres Dana International. Het nummer werd geschreven door Svika Pick en Yoav Ginai. Op 9 mei 1998 won het nummer het drieënveertigste Eurovisiesongfestival voor Israël.

## Eurovisiesongfestival 1998
Diva werd door een comité van Israel Broadcasting Authority intern aangewezen als nummer waarmee Israël op het Eurovisiesongfestival van 1998 zou deelnemen. Het Eurovisiesongfestival werd op 9 mei 1998 gehouden in Birmingham, Verenigd Koninkrijk.
Op het songfestival trad Dana International als achtste van 25 deelnemers op. Bij de puntentelling ontving Diva 172 punten, waaronder van drie landen het maximumaantal van 12 punten. De totale puntenscore van 172 was voldoende om het festival te winnen en de nummer twee, Imaani uit het Verenigd Koninkrijk, op zes punten voor te blijven.
Israël won met Diva voor de derde keer het Eurovisiesongfestival. Eerder won Israël in 1978 en 1979 het festival. Tijdens de in 2005 gehouden jubileumshow Congratulations: 50 Jaar Eurovisiesongfestival eindigde Diva op de dertiende plaats van populairste songfestivalliedjes uit vijftig jaar Eurovisiesongfestival.
De originele versie Diva is uitgebracht op single en is daarnaast terug te vinden op het Israëlische verzamelalbum Diva ha-osef. Op verschillende edities van het album Free, dat een jaar na de overwinning voor het eerst verscheen, staan andere versies van het nummer.
1956: Refrain · 
1957: Net als toen · 
1958: Dors, mon amour · 
1959: 'n Beetje · 
1960: Tom Pillibi · 
1961: Nous les amoureux · 
1962: Un premier amour · 
1963: Dansevise · 
1964: Non ho l'età · 
1965: Poupée de cire, poupée de son · 
1966: Merci, chérie · 
1967: Puppet on a string · 
1968: La la la · 
1969: Un jour, un enfant, De troubadour, Vivo cantando, Boom bang-a-bang · 
1970: All kinds of everything · 
1971: Un banc, un arbre, une rue · 
1972: Après toi · 
1973: Tu te reconnaîtras · 
1974: Waterloo · 
1975: Ding-a-dong · 
1976: Save your kisses for me · 
1977: L'oiseau et l'enfant · 
1978: A-ba-ni-bi · 
1979: Hallelujah · 
1980: What's another year · 
1981: Making your mind up · 
1982: Ein bißchen Frieden · 
1983: Si la vie est cadeau · 
1984: Diggi-loo diggi-ley · 
1985: La det swinge · 
1986: J'aime la vie · 
1987: Hold me now · 
1988: Ne partez pas sans moi · 
1989: Rock me · 
1990: Insieme: 1992 · 
1991: Fångad av en stormvind · 
1992: Why me? · 
1993: In your eyes · 
1994: Rock 'n' roll kids · 
1995: Nocturne · 
1996: The voice · 
1997: Love shine a light · 
1998: Diva · 
1999: Take me to your heaven · 
2000: Fly on the wings of love · 
2001: Everybody · 
2002: I wanna · 
2003: Everyway that I can · 
2004: Wild dances · 
2005: My number one · 
2006: Hard rock hallelujah · 
2007: Molitva · 
2008: Believe · 
2009: Fairytale · 
2010: Satellite · 
2011: Running scared · 
2012: Euphoria · 
2013: Only teardrops · 
2014: Rise like a phoenix · 
2015: Heroes · 
2016: 1944 · 
2017: Amar pelos dois · 
2018: Toy · 
2019: Arcade · 
2021: Zitti e buoni · 
2022: Stefania · 
2023: Tattoo · 
2024: The code